# ボブ・マーリー:ONE LOVE
『ボブ・マーリー：ONE LOVE』（ボブ・マーリー：ワン・ラヴ、原題：Bob Marley: One Love）は、2024年制作のアメリカ合衆国の伝記映画。
レゲエの先駆者となったジャマイカのシンガーソングライター・ミュージシャン、ボブ・マーリーの生涯を描いた作品。キングズリー・ベン＝アディルがマーリーを演じ、彼の妻リタ・マーリーと子供のジギー・マーリー、セデラ・マーリーが監修・製作として参加している。

## あらすじ
この作品はラスタファリ運動と妻・リタとの関係性に焦点が当てられている。

## キャスト
※括弧内は日本語吹替。

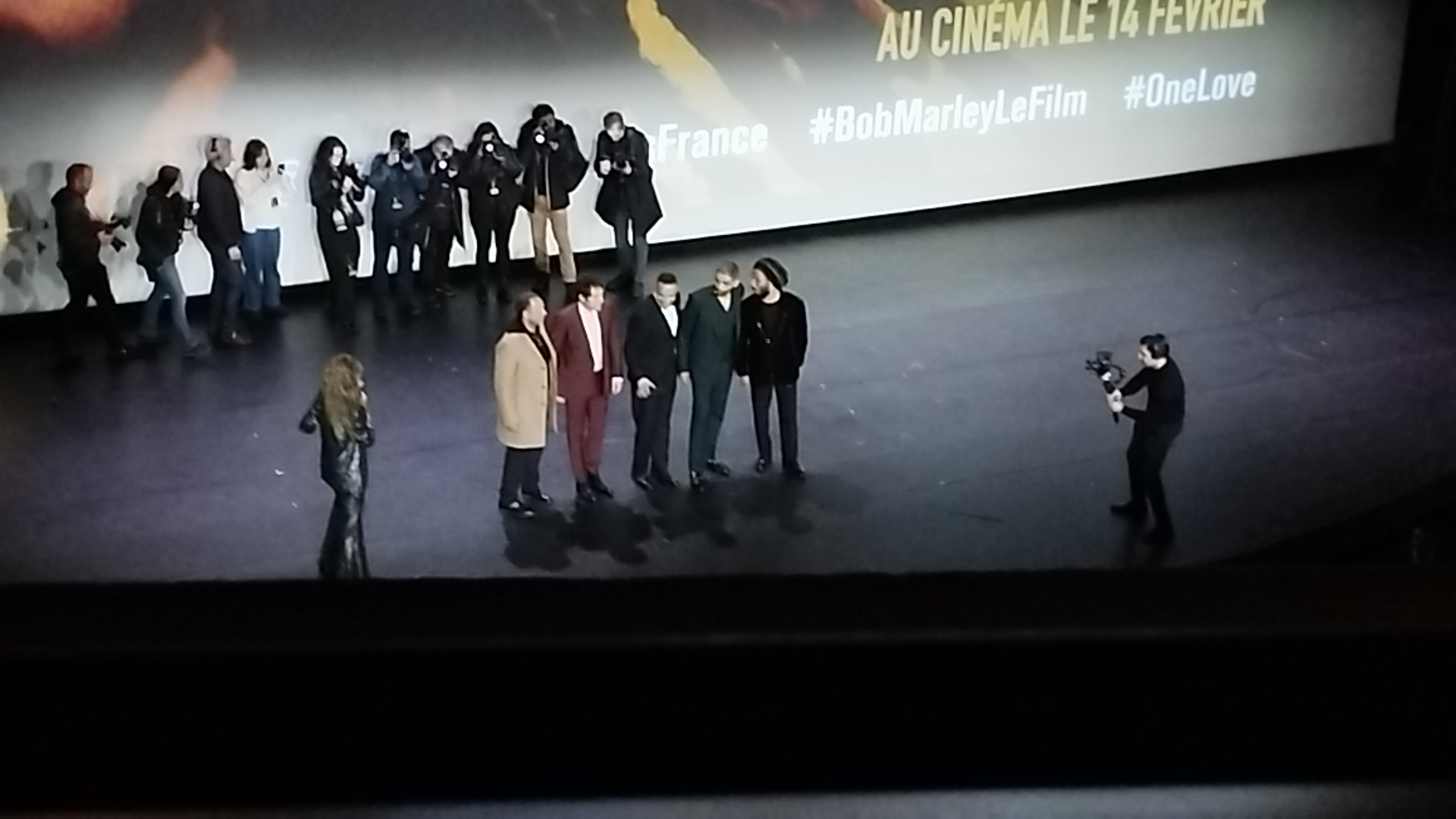
フランスのル・グラン・レックスでの試写会（2024年）

- ボブ・マーリー：キングズリー・ベン＝アディル（三上哲）
- リタ・マーリー：ラシャーナ・リンチ（小若和郁那）
- クリス・ブラックウェル：ジェームズ・ノートン（左座翔丸）
- ドン・テイラー：アンソニー・ウェルシュ（吉田健司）
- タイロン・ダウニー：トシン・コール（いとうさとる）
- シーコ・パターソン：ステファン・A・D・ウェイド（真木駿一）
- アストン・"ファミリーマン"・バレット：アストン・バレット・Jr.（佐々木義人）
- カールトン・カーリー・バーレット：ヘクター・ルーツ・ルイス（前田雄）
- ジュニア・マーヴィン：デヴィッド・カー（宮田哲朗）
- ハワード・ブルーム：マイケル・ガンドルフィーニ